# لويس كوبر (لاعب كرة قدم أمريكية)
لويس كوبر (بالإنجليزية: Louis Cooper)‏ هو لاعب كرة قدم أمريكية أمريكي، ولد في 5 أغسطس 1963 في ماريون في الولايات المتحدة.

## وصلات خارجية
- لويس كوبر على موقع مرجع كرة القدم المحترفة.كوم (الإنجليزية)